# Redbia pucciniicola
Redbia pucciniicola är en svampart som beskrevs av Deighton & Piroz. 1972. Redbia pucciniicola ingår i släktet Redbia, divisionen sporsäcksvampar och riket svampar.   Inga underarter finns listade i Catalogue of Life.